# National League (angol labdarúgó-szervezet)
A National League (2016-ig Football Conference), az angol labdarúgó-bajnokságok ötöd- és hatodosztályát magában foglaló szervezet. 1979-ben alapították. 2004-től tagja Anglia és Wales északi- (North) és déli (South) területeinek csapatait képviselő hatodik osztály.
A National League, a Premier League és a The Football League után a harmadik számú labdarúgó szervezet a szigetországban, központja Birmingham városában található.
A bajnokság első helyezettje a következő évben a League Two tagjává válik, míg a második, harmadik, negyedik és ötödik helyezett rájátszásban dönti el a League Two jogosultságát. Az utolsó négy helyezett együttes távozik a hatodosztály Északi vagy Déli bajnokságának mezőnyébe.
Az hatodosztály győztesei a National League-ben folytathatják a következő szezontól a rájátszás döntőjét megnyerő együttessel egyetemben.

## Története
A 80-as évek előtt az amatőr labdarúgó csapatok megyei bajnokságokban játszottak, de esélyük sem volt felvenni a versenyt a profi csapatokkal szemben, a megfelelő anyagi háttér hiányában.
A National League megalakulásával szervezettebbé tették a labdarúgást és a liga, valamint a csapatok is megfelelő támogatókra találtak.
1987-ben történt a nagy áttörés, amikor a Football League megnyitotta kapuit az amatőröknek és egy feljutó helyet biztosított a bajnokság győztesének részére. Az első lehetőséget, az azóta megszűnt Scarborough csapata használta ki.
A liga kis csapataiból azóta több is megízlelte a Football League légkörét, és az együttesek automatikusan indulhatnak az FA-kupa küzdelmeiben, így lehetőségük van nagy csapatok ellen bizonyítani, aminek köszönhetően jelentős anyagi- és minőségi változásokon ment keresztül az elmúlt pár évtizedben az angliai amatőr labdarúgás. A bajnokságban érdekelt csapatok többsége ma már profi egyesület, míg a hatodosztályban általában fél-profi csapatok versengenek.

### A National League alapító tagjai
| - AP Leamington - Altrincham - Bangor City - Barnet - Barrow | - Bath City - Boston United - Gravesend & Northfleet - Kettering Town - Maidstone United | - Northwich Victoria - Nuneaton Borough - Redditch United - Scarborough - Stafford Rangers | - Telford United - Wealdstone - Weymouth - Worcester City - Yeovil Town |

## Ötödosztály
A Nemzeti Ligát 1979-ben, az angliai labdarúgó-bajnokságok alacsonyabb szintű együttesei részére hozták létre. Az első helyezett automatikus feljutóként szerepelhet a következő szezontól a  Football League harmadik vonalában, míg a második, harmadik, negyedik és ötödik helyen végzett csapatok, egy egyenes kieséses rájátszás során döntik el a másik továbbjutó együttes kilétét.

## Hatodosztály

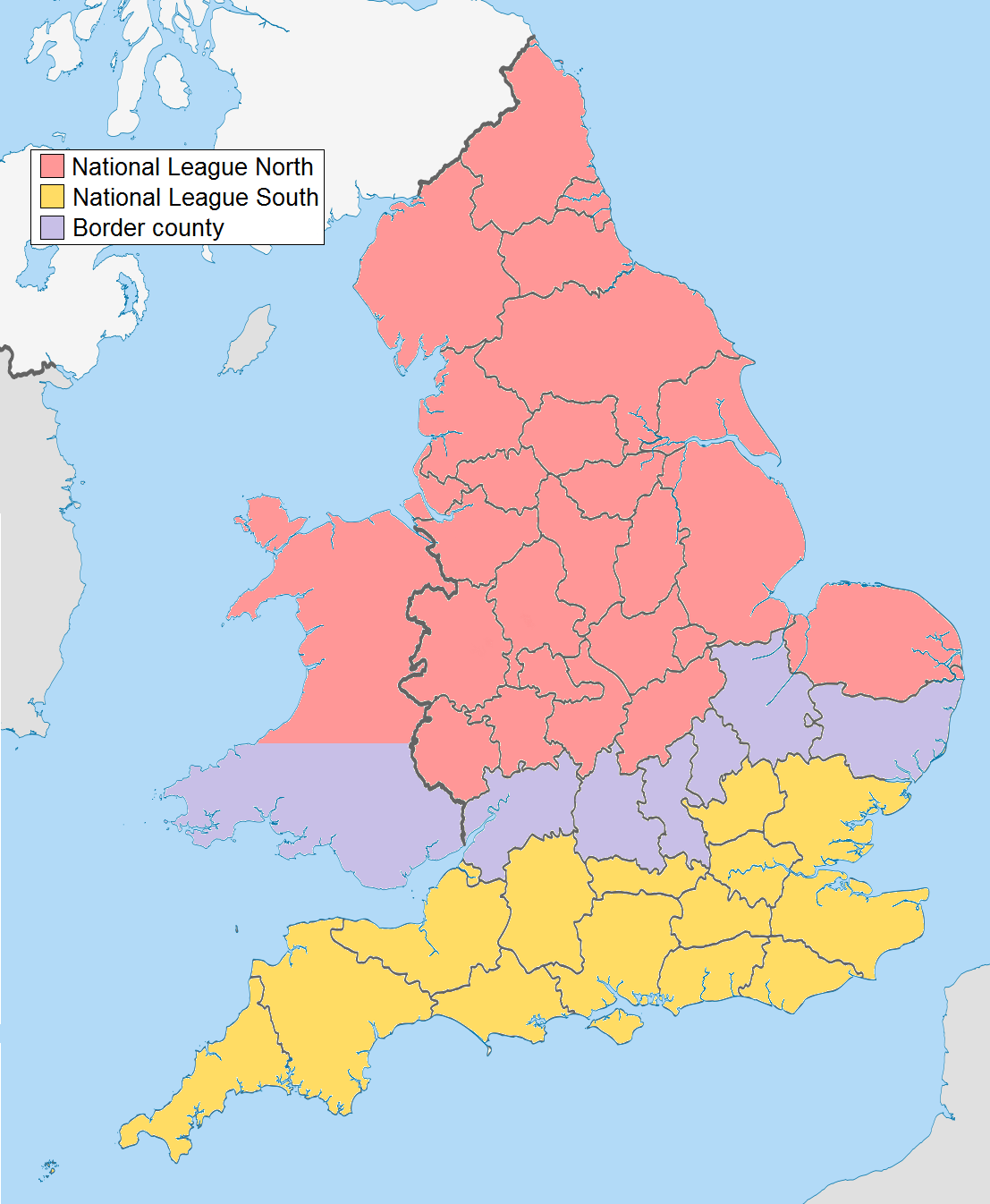
A National League területi felosztása

Az északi régiót Észak-Anglia, Közép-Anglia, Kelet-Anglia északi régióinak és Wales északi területeinek csapatai alkotják, míg dél, Nagy-London és Dél-Anglia megyéinek együtteseivel képviselteti a ligát.
A távolságok csökkentése végett határmegyéket alakítottak ki, melyek területein elhelyezkedő klubok a felsőbb és alsóbb osztályokból érkezett csapatoknak a bajnoki rendszerbe sorolásához fontos szerepet vállalnak, így ha, az előző évhez képest az északi vagy déli bajnokság létszáma a feljutások és kiesések végett ellentétessé válik, akkor a határmegyék együtteseiből helyeznek át klubokat a kisebb létszámmal rendelkező ligába.
A bajnoki sorozatok lebonyolítási rendszere mindhárom ligában megegyezik. Az utolsó négy helyezett együttes távozik a hetedosztályú Isthmian League, Northern Premier League és Southern League első osztályú (Premier Division) mezőnyébe.

## National League-bajnoki címek
| Csapat                 | NL | North | South | Összesen |
| ---------------------- | -- | ----- | ----- | -------- |
| Barnet                 | 3  |       |       | 3        |
| Altrincham             | 2  |       |       | 2        |
| Cheltenham Town        | 2  |       |       | 2        |
| Enfield                | 2  |       |       | 2        |
| Kidderminster Harriers | 2  |       |       | 2        |
| Macclesfield Town      | 2  |       |       | 2        |
| Maidstone United       | 2  |       |       | 2        |
| Stevenage Borough      | 2  |       |       | 2        |
| Southport              |    | 2     |       | 2        |
| Accrington Stanley     | 1  |       |       | 1        |
| Aldershot Town         | 1  |       |       | 1        |
| Boston United          | 1  |       |       | 1        |
| Burton Albion          | 1  |       |       | 1        |
| Chester City           | 1  |       |       | 1        |
| Colchester United      | 1  |       |       | 1        |
| Crawley Town           | 1  |       |       | 1        |
| Dagenham & Redbridge   | 1  |       |       | 1        |
| Darlington             | 1  |       |       | 1        |
| Fleetwood Town         | 1  |       |       | 1        |
| Halifax Town           | 1  |       |       | 1        |
| Lincoln City           | 1  |       |       | 1        |
| Luton Town             | 1  |       |       | 1        |
| Mansfield Town         | 1  |       |       | 1        |
| Runcorn                | 1  |       |       | 1        |
| Rushden & Diamonds     | 1  |       |       | 1        |
| Scarborough            | 1  |       |       | 1        |
| Wealdstone             | 1  |       |       | 1        |
| Wycombe Wanderers      | 1  |       |       | 1        |
| Yeovil Town            | 1  |       |       | 1        |
| Telford United         |    | 1     |       | 1        |
| Barrow                 |    | 1     |       | 1        |
| Chester                |    | 1     |       | 1        |
| Droylsden              |    | 1     |       | 1        |
| Gateshead              |    | 1     |       | 1        |
| Hyde                   |    | 1     |       | 1        |
| Kettering Town         |    | 1     |       | 1        |
| Northwich Victoria     |    | 1     |       | 1        |
| Solihull Moors         |    | 1     |       | 1        |
| Tamworth               |    | 1     |       | 1        |
| Braintree Town         |    |       | 1     | 1        |
| Bromley                |    |       | 1     | 1        |
| Eastbourne Borough     |    |       | 1     | 1        |
| Eastleigh              |    |       | 1     | 1        |
| Grays Athletic         |    |       | 1     | 1        |
| Histon                 |    |       | 1     | 1        |
| Newport County         |    |       | 1     | 1        |
| Sutton United          |    |       | 1     | 1        |
| Welling United         |    |       | 1     | 1        |
| Weymouth               |    |       | 1     | 1        |
| Wimbledon              |    |       | 1     | 1        |
| Woking                 |    |       | 1     | 1        |

## Külső hivatkozások
- Hivatalos weboldal
- RSSSF